# سوفی شول
سُوفیا ماگدالنا شول (آلمانی: Sophia Magdalena Scholl؛ ۹ می ۱۹۲۱ – ۲۲ فوریه ۱۹۴۳) فعال سیاسی، دانشجوی انقلابی آلمانی و عضو گروه مقاومت رز سفید در آلمان نازی بود که علیه نظام هیتلر فعالیت می‌کرد. وی پس از پخش اعلامیه‌های ضد جنگ در دانشگاه مونیخ به همراه برادرش هانس شول توسط گشتاپو دستگیر شد. در نتیجه هردو آنها در دادگاه خائن به میهن شناخته شده و محکوم به اعدام با گیوتین شدند.
از دهه ۱۹۶۰، شول به‌خاطر مقاومت در برابر نازی‌ها مورد تجلیل قرار گرفته است.

## زندگی

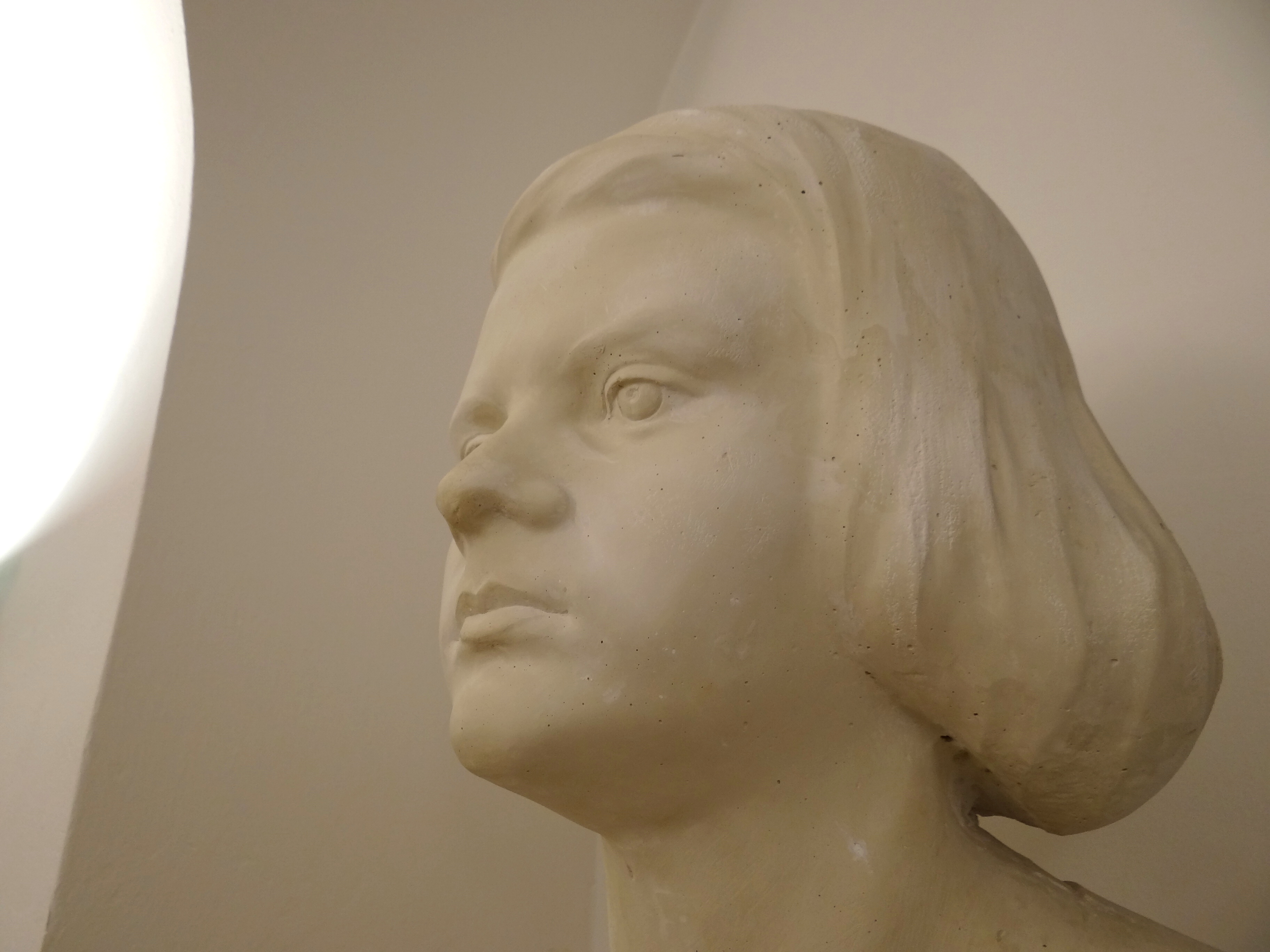
سردیس سُوفی شُل، اتاق یادبود سُوفی شُل، درون ساختمان مرکزی دانشگاه مونیخ

سُوفی شول به همراه برادر و خواهرانش، اینگه، هانس، الیزابت و ورنر از ۱۹۳۰ در فورشتنبورگ، از ۱۹۳۰ تا ۱۹۳۲ در لودویگزوبورگ و از ۱۹۳۲ در اولم بزرگ شد.
سُوفی شول ابتدا مثل برادر بزرگترش هانس شول به جامعهٔ ایده‌آلی که ناسیونالیست‌ها تبلیغ می‌کردند باور داشت و به اتحادیهٔ دختران آلمان (BDM) پیوست. بعدها چرخشی در سازمان جوانان حزب ناسیونال سوسیالیست کارگران آلمان به وجود آمد.
در ۱۹۳۶ او به همراه برادرش هانس در زندگی تیمی جوانان کلیسای آلمانی شرکت کرد. یکی از آن جوانان، اِبِرهارد کُوبِل اتحادیهٔ جوانان را بنیان نهاد، که در دورهٔ اولیهٔ رایش سوم تلاش کرد، با وجود ممنوعیت‌ها اتحادیه همچنان دوام داشته باشد.
در ۱۹۳۷ سُوفی همراه خواهر و برادرانش برای چند ساعت بازداشت شد، زیرا برادرش هانس برای تدوام این اتحادیه تحت تعقیب بود. برادران و برخی از دوستان او برای شرکت در جنبش جوانان آلمان دستگیر شدند. این حادثه تأثیری قوی در سوفی به جا نهاد و به تبلور مخالفت او با رژیم نازی کمک کرد.

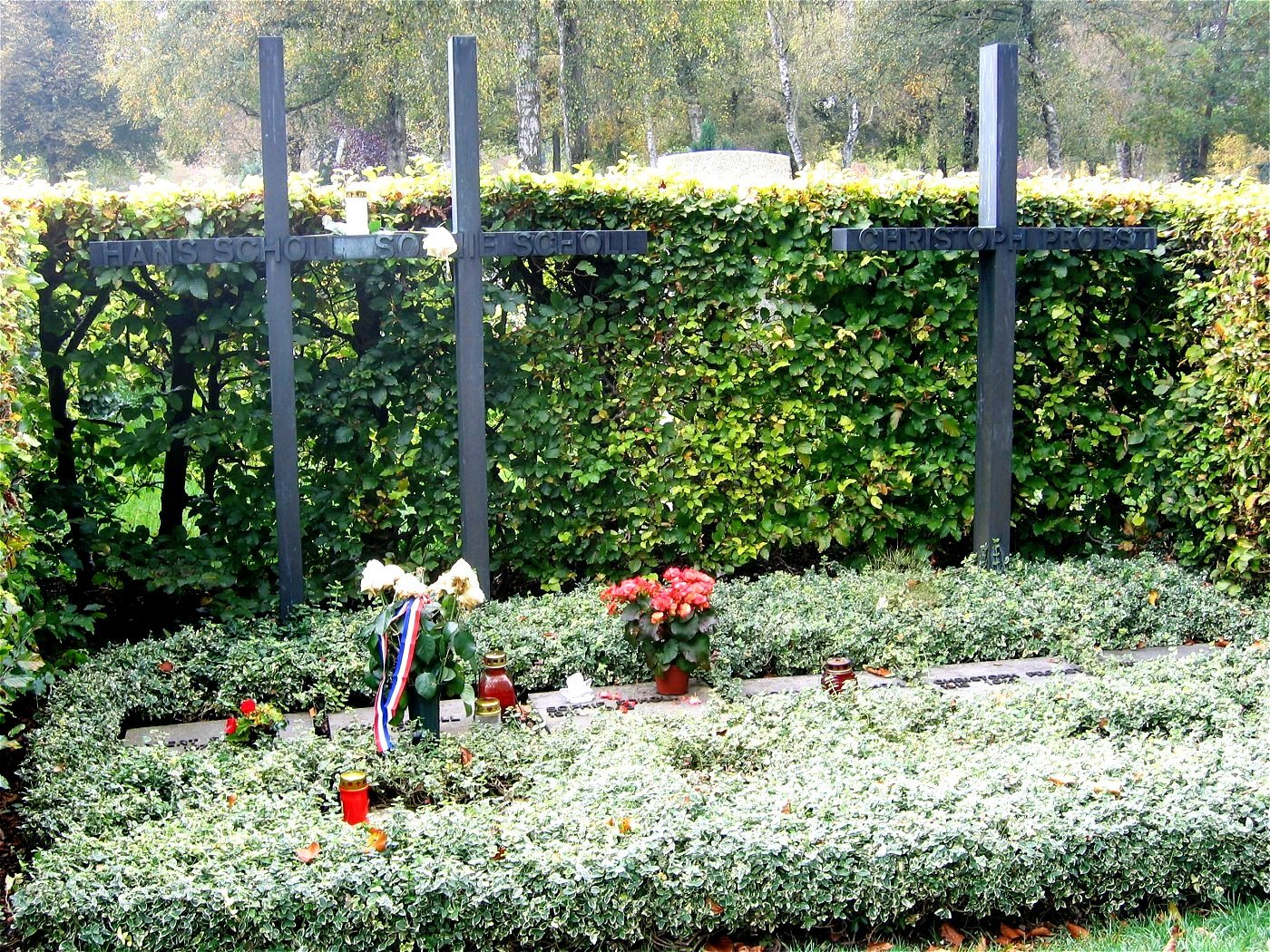
مزار سُوفی و هانس شُل و کریستف پْروبْست

در سال ۱۹۳۷ با فریتز هارت‌ناگِل در یک جشن رقص آشنا شد. در دوره‌ای که فریتز آموزش افسری می‌دید این دو از طریق نامه با هم در ارتباط بودند. در می ۱۹۴۰ سُوفی شُل دورهٔ آموزش مربی‌گری مهدکودک را در اولم آغاز کرد، به امید آنکه پس از آن به دانشگاه وارد شود، که تحقق نیافت. او به کار در خدمات نظامی کمکی در کرَوخن‌ویز و بلومبرگ مجبور شد. اما سُوفی که علاقه‌ای به ارائهٔ خدمات نظامی و جنگی نداشت، از کار در این نهاد سر باز زد.
در بهار ۱۹۴۱ با خواندن متون آگوستینی به ایمان مسیحی گرایش پیدا کرد.
در سال ۱۹۴۲ در رشته زیست‌شناسی و فلسفه وارد دانشگاه لودویگ ماکسیمیلیان مونیخ شد و در جو روشنفکری دانشگاه به‌سرعت جذب گروه‌های دانشجویی شد. برادر دیگرش هانس نیز که دو سال از او بزرگ‌تر بود و پیش از او وارد دانشگاه مونیخ شده بود، پایه ثابت این تشکل‌ها و اقدامات اعتراضی بود.

در سال‌های ۱۹۴۱–۱۹۴۳ اوتل آیشر تأثیر مهمی بر رشد ایمان پروتستانی در سُوفی داشت. اگر چه برادرش تمایل داشت او را از مقاومت علیه رژیم نازی دور نگه دارد اما سُوفی در نهایت عضو این گروه شد. 

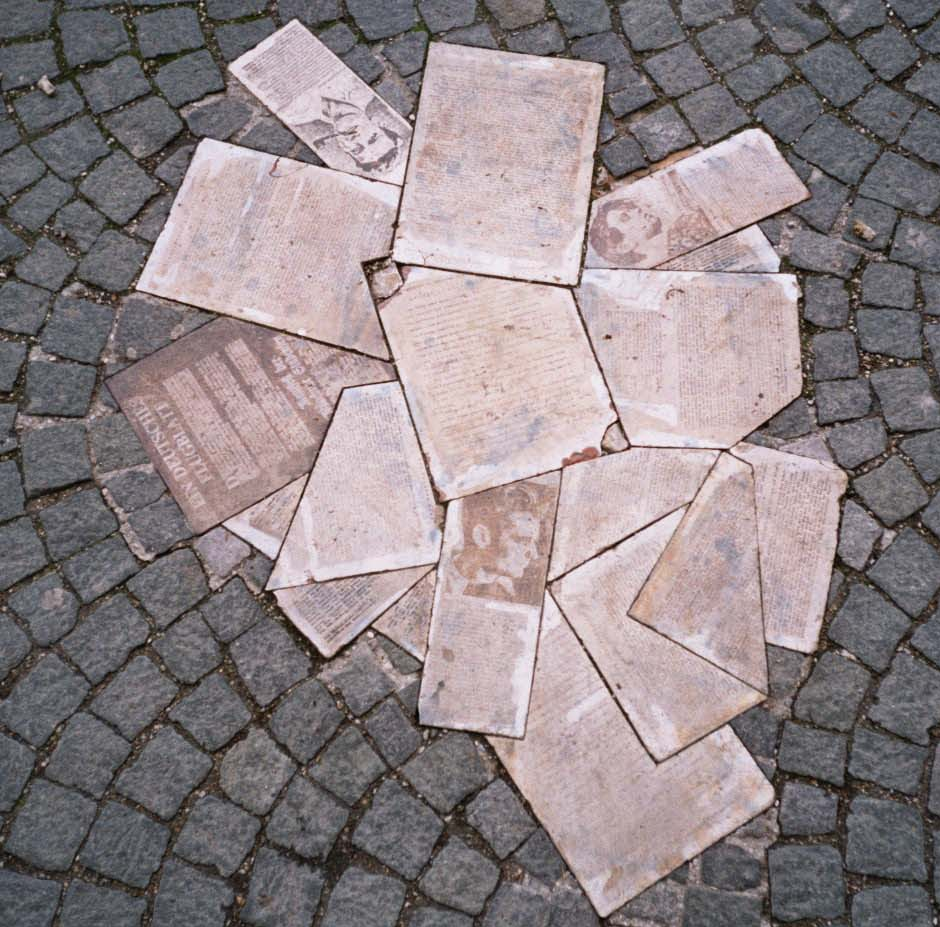
یادبود رز سفید، مقابل دانشگاه مونیخ

 گروه اصلی که این خواهر و برادر با همراهی تعدادی دیگر از دانشجویان دانشگاه مونیخ پایه‌ریزی کردند، گروه «رز سفید» نام داشت و هدفش آگاهی بخشی به شهروندان و آزادسازی ایشان از یوغ آلمان نازی بود. اعضای رز سفید بیانیه‌های خود را در باجه‌های تلفن و اتوموبیل‌های پارک شده قرار داده و آن‌ها را برای توزیع به دانشجویان در دیگر شهرستان‌ها می‌فرستادند.
در ژانویه ۱۹۴۳، شُل شروع به تولید اعلامیه کرد. این اعلامیه که در کلن، اشتوتگارت و وین توزیع شد، منجر به تشدید جستجو برای شناسایی نویسندگان آن گشت. در ماه فوریه گشتاپو به نویسندگان این اعلامیه‌ها در میان محافل دانشجویی مونیخ مشکوک شد.

## دستگیری و اعدام
در اواسط فوریه ۱۹۴۳، اعلامیهٔ ششم با پیام «سرنگونی رژیم نازی برای ایجاد یک اروپای معنوی» به پایان رسید. در ۱۹۴۳ سُوفی شول به همراه برادرش در حین پخش ۱۷۰۰ اعلامیه در دانشگاه مونیخ توسط گشتاپو دستگیر شد. او همراه با برادرش هانس، توسط نازی‌ها در زندان اشتادلهایم, مونیخ اعدام شد.

## میراث
پس از مرگ او، هلموت جیمز گراف فون مولتکه یک کپی از اعلامیه ششم رز سفید را مخفیانه از آلمان از طریق اسکاندیناوی به انگلستان ارسال کرد که در آنجا نیروهای متفقین از آن استفاده کردند. در اواسط سال ۱۹۴۳ نیروی هوایی سلطنتی میلیون‌ها نسخه تبلیغاتی از این تراکت را در آلمان منتشر کرد، که اکنون به عنوان مانیفست دانشجویان مونیخ نامگذاری شده است.
لیلیان گرت گروگ، نمایشنامه نویس در ۲۲ فوریه ۱۹۹۳ در نیوزدی اظهار داشت که «احتمالا این تماشایی‌ترین لحظه مقاومتی در قرن بیستم است که می‌توانم به آن فکر کنم… این حقیقت که پنج بچه کوچک در دهان گرگ بودند، جایی که واقعاً شهامت مهم است، شجاعت فوقالعادهای برای انجام کاری که کردند، از خود نشان دادند. می‌دانم که روزگاری بهتر بود که آنها آنجا باشند ولی نمی‌دانم چرا»
در همان شماره نیوزدی، جود نیوبورن، مورخ هولوکاست اظهار داشت که «شما نمی‌توانید تأثیر این نوع مقاومت را در اینکه آیا به تعداد Χ پل منفجر شده یا یک رژیم سقوط کرده است، اندازه‌گیری کنید… رز سفید واقعاً ارزش نمادین دیگری دارد ولی این یک مسئله ارزشمند بسیار مهم است.»
در ۲۲ فوریه ۲۰۰۳ مجسمه نیم تنه سوفی شول توسط دولت باواریا در معبد والهالا به افتخارش قرار گرفت. او پنجمین زنی است که این افتخار را دریافت کرد.
مؤسسه خواهر و برادر شول برای علوم سیاسی در دانشگاه لودویگ ماکسیمیلیان مونیخ (LMU) به افتخار سوفی شول و برادرش هانس نامگذاری شده است. این مؤسسه محل استقرار دپارتمانهای علوم سیاسی و ارتباطات دانشگاه است و در ساختمان سابق رادیو اروپای آزاد نزدیک به باغ انگلیسی شهر واقع شده است.
بسیاری از مدارس محلی و همچنین خیابان‌ها و میدان‌های بیشماری در آلمان و همچنین اتریش به نام شول و برادرش نامگذاری شده‌اند.
در سال ۲۰۰۳ شبکه پخش تلویزیونی زد د اف آلمانی‌ها را برای شرکت در رویداد انتخابی بهترینهای ما، رقابتی سراسری برای انتخاب ده آلمانی برتر تمام دورانها دعوت کرد؛ رای‌دهندگان زیر ۴۰ سال به سوفی و هانس شول کمک کردند تا در جایگاه چهارم این فهرست بالاتر از باخ، گوته، گوتنبرگ، بیسمارک، ویلی برانت و آلبرت انیشتین قرار گیرند. اگر تنها آرا بینندگان جوان شمارش می‌شد سوفی و هانس شول در رتبه اول آرا کسب شده قرار می‌گرفتند. چند سال قبل از آن، خوانندگان بریژیت، یک مجله آلمانی برای زنان، شول را بزرگ‌ترین زن قرن بیستم اعلام کردند.
در نهم می ۲۰۱۴ گوگل دودل به مناسبت تولد ۹۳ سالگی سوفی شول او را به تصویر کشید.
در آوریل ۲۰۲۱ وزارت دارایی آلمان یک سکه نقره استرلینگ ۲۰ یورویی را به مناسبت صدمین سالگرد تولد شول منتشر کرد.

### در فرهنگ مردمی

#### سینما و تلویزیون
در دهه‌های ۱۹۷۰ و ۱۹۸۰، سه روایت سینمایی از سوفی شول و مقاومت رز سفید وجود داشت. اولین فیلم تلویزیونی Der Pedell ساخت ۱۹۷۱ بر کارمند تعمیر و نگهداری دانشگاه یاکوب اشمید متمرکز بود که شول و سایر اعضای رز سفید را محکوم کرد. این فیلم تلویزیونی برای ZDF آلمان غربی تولید شد. لنا اشتولز در فیلم پرسی آدلون به نام پنج روز آخر، در سال ۱۹۸۲، که برگرفته از آخرین روزهای زندگی سوفی شول از دیدگاه همسلولیاش الس گبل است، نقش سوفی را بازی کرد.
اشتولز ایفای همین نقش را در فیلم رز سفید اثر میشل ورهوفن (رز سفید، ۱۹۸۲) تکرار کرد. اشتولز در مصاحبهای گفت که ایفای این نقش یک افتخار است.
فیلمی دربارهٔ آخرین روزهای شول، به نام سوفی شول-روزهای آخر با حضور جولیا جنتش در نقش سوفی منتشر شد. این فیلم با تکیه بر مصاحبه با بازماندگان و متونی که تا سال ۱۹۹۰ در آرشیوهای آلمان شرقی مخفی مانده بود ساخته شد و در ژانویه ۲۰۰۶ نامزد جایزه اسکار بهترین فیلم خارجی زبان شد. جنتش برای بازی در نقش شول، برنده جایزه بهترین بازیگر زن جشنواره فیلم جایزه بزرگ آلمان (لولاس) و همچنین خرس نقرهای بهترین بازیگر زن جشنواره فیلم برلین شد.
مستند تلویزیونی آلمانی زنان تاریخ سازند- سوفی شول در سال ۲۰۱۳ ساخته شد. لیو لیزا در این مستند نقش سوفی شول را ایفا کرد.
در فیلم مستند مرگ یک مرگ ساخت ۲۰۱۸ ویکتوریا چیلاپ نقش او را بازی کرد.

#### در ادبیات
در فوریه ۲۰۰۹ انتشارات هیستوری پرس کتاب سوفی شول: داستان زندگی واقعی زنی که هیتلر را به چالش کشید، اثر فرانک مک دوناف را منتشر کرد.
در فوریه ۲۰۱۰ انتشارات کارل هانسر کتاب سوفی شول یک بیوگرافی، اثر باربارا بیویز را به زبان آلمانی منتشر کرد.

#### در تئاتر
نمایشنامه نویس آمریکایی لیلیان گرت گروگ، در نمایشنامه رز سفید، سوفی شول را به عنوان یکی از شخصیت‌های اصلی به پرده نمایش برد.
ما ساکت نخواهیم ماند، نمایشنامهای که دیوید مایرز از مراحل زندانی شدن و بازجویی شول نوشت، در جشنواره تئاتر معاصر آمریکا در شپردزتاون، ویرجینیای غربی در ماه ژوئیه ۲۰۱۷ به نمایش درآمد.
ویتنی سیمور در اواخر عمرش، همسر و دخترانش ترینتیجه و گابریل، نویسندگی و تهیه کنندگی نمایش ستارگان در آسمان تاریک، نمایشنامهای تک پردهای دربارهٔ هانس و سوفی شول و نقش آنها در گروه مقاومت رز سفید در آلمان نازی در دهه ۱۹۴۰را بر عهده داشتند. این نمایشنامه که نگارش آن پنج سال به طول انجامید، در سال ۲۰۰۸ (زمانی که سیمور ۸۵ ساله بود) اجرا شد و پنج اجرا در خارج از برادوی داشت.

#### در موسیقی
جورج دونالسون، خواننده محلی اسکاتلندی، آهنگی به نام «رز سفید» را در آلبومی به همین نام دربارهٔ سوفی و جنبش رز سفید ساخت.
گروه پانک انگلیسی زاتوپکز در سال ۲۰۰۵ در اولین آلبومشان یک آهنگ عاشقانه برای سوفی شول منتشر کردند.
گمیکی تری دی در سال ۲۰۱۶، یک گروه راک فرانسوی، آهنگی به نام رز سفید را در آلبومی به نام سابولاوی ساختند.
گروه راک آمریکایی شیر مگ در اولین آلبومشان به نام «به حس عشقت نیاز دارم» در سال ۲۰۱۷ آهنگی به نام «سوفی شول، بگو خداحافظ» را ضبط کردند.
رگ میروس، خواننده فولکور بریتانیایی در سال ۲۰۱۷، آهنگ «برای سوفی» را در آلبوم برای مردمان دوردست منتشر کرد.